# Prakrit
Prakrits (van prakrta, dat natuurlijk betekent) zijn de Indo-Arische talen en dialecten die gesproken werden in het oude India. De prakrits werden gebruikt als spreektaal, en kunnen daarin worden geplaatst tegenover het Sanskriet dat als literaire taal gebruikt werd en een echte geschreven grammatica ontwikkelde. We kunnen zeggen dat de Prakrits staan tot Sanskriet zoals vulgair Latijn staat tot klassiek Latijn.